# Pygopus robertsi
Espèce
Pygopus robertsi est une espèce de geckos de la famille des Pygopodidae.

## Répartition
Ce lézard est endémique du Nord du Queensland en Australie.

## Étymologie
Cette espèce est nommée en l'honneur de Charles George Roberts et de son frère Lewis.

## Publication originale
- Oliver, Couper & Amey, 2010 : A new species of Pygopus (Pygopodidae; Gekkota; Squamata) from north-eastern Queensland. Zootaxa, no 2578, p. 47–61.